# Strömungswiderstandskoeffizient
Der Strömungswiderstandskoeffizient, Widerstandsbeiwert, Widerstandskoeffizient, Stirnwiderstand oder cw-Wert (nach dem üblichen Formelzeichen {\displaystyle c_{\mathrm {w} }}) ist ein dimensionsloses Maß (Koeffizient) für den Strömungswiderstand eines von einem Fluid umströmten Körpers.
Umgangssprachlich ausgedrückt ist der {\displaystyle c_{\mathrm {w} }}-Wert ein Maß für die „Windschlüpfigkeit“ eines Körpers. Aus dem Strömungswiderstandskoeffizienten lässt sich bei bekannter Geschwindigkeit, Stirn- oder bei Flügeln Flügelfläche und Dichte des Fluids (zum Beispiel der durchquerten Luft) die Kraft des Strömungswiderstands berechnen.

## Definition
Der Strömungswiderstandskoeffizient ist definiert durch:
{\displaystyle c_{\mathrm {w} }={\frac {F_{\mathrm {w} }}{q\,A}}={\frac {2F_{\mathrm {w} }}{\rho \,v^{2}A}}}
Hierbei wird die Widerstandskraft {\displaystyle F_{\mathrm {w} }} auf den Staudruck {\displaystyle q={\frac {\rho }{2}}v^{2}} der Anströmung und eine Referenzfläche {\displaystyle A} normiert mit
- der Dichte {\displaystyle \rho }
- der Geschwindigkeit {\displaystyle v} der ungestörten Anströmung.

Die Referenzfläche {\displaystyle A} ist definitionsabhängig:
- bei Fahrzeugen ist die Referenzfläche gleich der Stirnfläche[1][2], der Fläche des größten Querschnitts.[3]
- in der Flugzeugaerodynamik wird jedoch die Auftriebsfläche, also die Flügelfläche, als Referenz herangezogen.

Das Formelzeichen {\displaystyle c_{\mathrm {w} }} (mit w für Widerstand) ist nur im deutschen Sprachraum üblich; im Englischen wird der Drag Coefficient als {\displaystyle c_{\mathrm {d} }} oder {\displaystyle c_{\mathrm {x} }} notiert.
Das Produkt aus Strömungswiderstandskoeffizient {\displaystyle c_{\mathrm {w} }} und Referenzfläche {\displaystyle A} wird als Widerstandsfläche bezeichnet (siehe Abschnitt Luftwiderstandsbeiwerte von Kraftfahrzeugen).

## Abhängigkeiten

### Bei inkompressibler Strömung

Strömungswiderstandskoeffizient einer Kugel in Abhängigkeit von der Reynolds-Zahl: c_{w}=f(Re). Die charakteristische Länge ist in diesem Fall der Kugeldurchmesser d; die Bezugsfläche A ist eine Kreisfläche mit dem Durchmesser d.

Allgemein gilt, dass bei inkompressibler Strömung der Strömungswiderstandskoeffizient von der Reynolds-Zahl {\displaystyle {\mathit {Re}}} abhängt:
{\displaystyle c_{\mathrm {w} }=f({\mathit {Re}})}
mit
- {\displaystyle {\mathit {Re}}={\frac {vL\rho }{\eta }}}
  - der charakteristische Länge {\displaystyle L}, deren Quadrat {\displaystyle L^{2}} in einem festen Verhältnis zur Bezugsfläche {\displaystyle A} steht
  - der Viskosität (Zähigkeit) {\displaystyle \eta } des Fluids.

Diese Aussage ergibt sich, wenn man davon ausgeht, dass die Strömungswiderstandskraft eines Körpers in einer bestimmten Lage abhängt von der Anströmgeschwindigkeit, der Dichte, der Viskosität und einer charakteristischen Länge des Körpers:
{\displaystyle F_{\mathrm {w} }=f(v,\,\rho ,\,\eta ,\,L)}
Mittels einer Dimensionsanalyse nach dem Buckinghamschen Π-Theorem lässt sich ableiten, dass die zwei Ähnlichkeitskennzahlen Strömungswiderstandskoeffizient und Reynoldszahl ausreichen, um den Strömungswiderstand eines bestimmten Körpers zu beschreiben. Dies ermöglicht eine unkompliziertere allgemeingültige Darstellung des Widerstandes einer bestimmten Körperform.

### Bei kompressibler Strömung

c_{w} in Abhängigkeit von der Strömungsgeschwindigkeit

Bei kompressiblen Strömungen, also bei Strömungen mit veränderlicher Dichte ({\displaystyle \rho \neq \mathrm {konst.} }), ist der Strömungswiderstandskoeffizient auch von der Mach-Zahl abhängig (vgl. Abb.):
- im transsonischen Bereich und im Überschallbereich ändert sich der Strömungswiderstandskoeffizient stark
- in der Nähe der Schallgeschwindigkeit steigt er auf ein Mehrfaches an
- bei sehr hohen Machzahlen sinkt er auf etwa den doppelten Unterschall-cw-Wert.

Oberhalb der kritischen Machzahl überschreiten Teilumströmungen die Schallgeschwindigkeit. Oberhalb der Widerstandsdivergenzmachzahl steigt der Strömungswiderstand stark an. Das Verhalten im Überschallbereich wird bestimmt durch die Geometrie des Körpers; in der Zeichnung steht die grüne Kurve für einen stromlinienförmigen Körper.
Stumpfe, kantige Körper haben über einen großen Bereich der Reynolds-Zahl einen weitgehend konstanten Widerstandsbeiwert. Das ist z. B. beim Luftwiderstand von Kraftfahrzeugen bei den relevanten Geschwindigkeiten der Fall.
Der Widerstandsbeiwert bestimmt für Satelliten ihre Lebensdauer im Orbit. Bei einer Flughöhe oberhalb von ca. 150 km ist die Atmosphäre so dünn, dass die Strömung nicht mehr als laminare Kontinuumsströmung, sondern als freie molekulare Strömung approximiert wird. In diesem Bereich liegt der cw-Wert typischerweise zwischen 2 und 4, oft wird mit einem Wert von 2,2 gerechnet. Mit steigender Höhe verringert sich der Einfluss der Atmosphäre und ist oberhalb von ca. 1000 km vernachlässigbar.

## Ermittlung
Der Strömungswiderstandskoeffizient wird üblicherweise im Windkanal ermittelt. Der Körper steht dabei auf einer Platte, die mit Kraftsensoren ausgestattet ist. Die Kraft in Richtung der Anströmung wird gemessen. Aus dieser Widerstandskraft {\displaystyle F_{\mathrm {w} }} und den bekannten Größen wie Luftdichte und Stirnfläche wird der Strömungswiderstandskoeffizient bei gegebener Anströmgeschwindigkeit errechnet.
Daneben kann der Widerstand je nach Komplexität der Modellform und verfügbarer Rechnerkapazität auch numerisch ermittelt werden, indem die Verteilung von Reibungs- und Druckbeiwert über die Modelloberfläche integriert wird.

## Anwendung
Bestimmung der Antriebsleistung:
Aus dem Strömungswiderstandskoeffizienten wird die Widerstandskraft wie folgt berechnet:
{\displaystyle F_{\mathrm {w} }={\frac {\rho \,c_{\mathrm {w} }\,A\,v^{2}}{2}}}
Der Strömungswiderstand ist somit jeweils proportional
- zur Dichte des strömenden Fluids (vergleiche Luftdichte)
- zum Strömungswiderstandskoeffizienten
- zur Referenzfläche (projizierten Frontfläche)
- zum Quadrat der Strömungsgeschwindigkeit.

Die erforderliche Antriebsleistung ist sogar proportional zur dritten Potenz der Geschwindigkeit:
{\displaystyle {\begin{aligned}P&={\vec {F}}\cdot {\vec {v}}\\&={\frac {\rho \,c_{\mathrm {w} }\,A\,v^{2}}{2}}\cdot v\\&={\frac {\rho \,c_{\mathrm {w} }\,A\,v^{3}}{2}}\end{aligned}}}
Daher hat bei Kraftfahrzeugen neben dem Strömungswiderstandskoeffizient (d. h. der Körperform) und der Stirnfläche die Wahl der Geschwindigkeit besondere Auswirkung auf den Treibstoffverbrauch.
Der Luftwiderstand ist ausschlaggebend für die Abweichung der tatsächlichen ballistischen Kurve von der idealisierten Wurfparabel.
Anwendung des Strömungswiderstandskoeffizienten beim freien Fall eines Objekts:
Der Verlauf von Weg, Geschwindigkeit und Beschleunigung in Abhängigkeit von der Zeit wird folgendermaßen bestimmt:
Formel für den Strömungswiderstand:
{\displaystyle F_{\text{Wid}}(t)=c_{W}\,\rho _{\text{Luft}}\,A\,v(t)^{2}/2}
Formel für die Gewichtskraft des Objekts:
{\displaystyle F_{\text{Gew}}(t)=m_{\text{Obj}}\,g}
Formel für die Beschleunigung:
{\displaystyle a(t)=[F_{\text{Gew}}-F_{\text{Wid}}(t)]/m_{\text{Obj}}}
Differentialgleichung:
{\displaystyle a(t)={\frac {d}{dt}}v(t)=g-{\frac {c_{W}\,\rho _{\text{Luft}}\,A}{2\,m_{\text{Obj}}}}\,v(t)^{2}}
Lösung der Differentialgleichung:
{\displaystyle v(t)={\sqrt {\frac {2\,m_{\text{Obj}}\,g}{c_{W}\,\rho _{\text{Luft}}\,A}}}\tanh \left({\sqrt {\frac {c_{W}\,\rho _{\text{Luft}}\,A\,g}{2\,m_{\text{Obj}}}}}\,t\right)}
{\displaystyle a(t)=g\,\operatorname {sech} \left({\sqrt {\frac {c_{W}\,\rho _{\text{Luft}}\,A\,g}{2\,m_{\text{Obj}}}}}\,t\right)^{2}}
{\displaystyle s(t)=\int _{0}^{t}v(t')dt'={\frac {2\,m_{\text{Obj}}}{c_{W}\,\rho _{\text{Luft}}\,A}}\ln \left[\cosh \left({\sqrt {\frac {c_{W}\,\rho _{\text{Luft}}\,A\,g}{2\,m_{\text{Obj}}}}}\,t\right)\right]}

## Beispiele

### cw-Werte von typischen Körperformen
| Wert      | Form                                                     |
| --------- | -------------------------------------------------------- |
| 2,3       | Halbrohr lang, konkave Seite                             |
| 2,0       | lange Rechteckplatte                                     |
| 1,33      | Halbkugelschale, konkave Seite, Fallschirm               |
| 1,2       | Halbrohr lang, konvexe Seite                             |
| 1,2       | langer Zylinder, Draht (Re < 1,9 · 105)                  |
| 1,11      | runde Scheibe, quadratische Platte                       |
| 0,78      | Mensch, stehend                                          |
| 0,6       | Gleitschirm (Bezugsfläche Strömungsquerschnittsfläche !) |
| 0,53…0,69 | Fahrrad (Mountainbike, gestreckt/aufrecht)               |
| 0,45      | Kugel (Re < 1,7 · 105)                                   |
| 0,4       | Fahrrad (Rennrad)                                        |
| 0,35      | langer Zylinder, Draht (Re > 6,7 · 105)                  |
| 0,34      | Halbkugelschale, Konvexe Seite                           |
| 0,09…0,18 | Kugel (Re > 4,1 · 105)                                   |
| 0,08      | Flugzeug (Bezugsfläche Tragfläche)                       |
| 0,04      | Stromlinienkörper „Tropfenform“                          |
| 0,03      | Pinguin                                                  |
| 0,02      | optimierte Spindelform                                   |

{\displaystyle \mathrm {Re} } bezeichnet hierbei die Reynolds-Zahl

### Luftwiderstandsbeiwerte von Kraftfahrzeugen
Veröffentlichte cw-Werte sind äußerst kritisch zu hinterfragen, da sie oftmals noch heute an kleinen Modellen unter Missachtung der Modellprinzipien ermittelt wurden und werden, früher beispielsweise durch die Deutsche Versuchsanstalt für Luftfahrt mit cw=0,244 für den Tatra 87, der viel später als Original mit cw=0,36 gemessen wurde.
Der cw-Wert quantifiziert die aerodynamische Güte eines Körpers. Durch Multiplikation mit der Bezugsfläche {\displaystyle A} (bei Fahrzeugen üblicherweise die Stirnfläche, die Fläche des größten Querschnitts) erhält man die Widerstandsfläche {\displaystyle f_{\mathrm {w} }} eines Fahrzeugs, die maßgebend für den „Luftwiderstand“ ist:
{\displaystyle f_{\mathrm {w} }=c_{\mathrm {w} }A}.
Der Leistungsbedarf, der den Treibstoffverbrauch eines Kraftfahrzeugs bei hohen Fahrgeschwindigkeiten bestimmt, ist proportional zur Widerstandsfläche. Von Herstellern wird die Stirnfläche selten angegeben. Als Faustformel für die Berechnung der Stirnfläche {\displaystyle A} werden 80 % der Fläche aus Karosseriehöhe und -breite vorgeschlagen.
Eine umfassende Sammlung von Kraftfahrzeug-cw-Werten, für die es Belege gibt, wurde auf die Seite „Wikipedia-Auto und Motorrad-Portal/Luftwiderstandsbeiwert“ ausgelagert.